# Fran Warren
Frances Wolfe (4 de marzo de 1926-4 de marzo de 2013), más conocida por su nombre artístico Fran Warren, fue una cantante estadounidense.
Ella nació en una familia judía en la ciudad de Nueva York del Bronx. Después de un tiempo en una línea de coro en el Teatro Roxy, se unió a la gran banda de Art Mooney y trabajó con Billy Eckstine, quien le dio el nombre "Fran Warren". Pasó casi dos años con la banda de Charlie Barnet antes de lograr algún reconocimiento con Claude Thornhill. En 1947, llegó a las listas de música por primera vez con la canción. "A Sunday Kind of Love" Escrita por su gerente, Barbara Belle.
Comenzó una carrera en solitario en 1948 cuando firmó un contrato con RCA Victor. Ella tenía un historial exitoso con "I Said My Pajamas (y Put On My Pray'rs)", un dueto de Tony Martin que alcanzó el número 3 en las listas. Durante el mismo año, cantó en el programa de radio "Sing It Again". A principios de la década de 1950, después de varios de sus registros. ella firmó con MGM Records. Su último éxito fue "It's Anybody's Heart" en 1953. Sus álbum incluido Hey There! Here's Fran Warren fue organizado por Marty Paich, Ralph Burns y Al Cohn. Warren actuó en los musicales Mame, South Pacific, y The Pajama Game y fue de gira con la gran banda de Harry James.

## Vida personal
Ella vivió en Connecticut hasta su muerte el 4 de marzo de 2013, en el día donde cumplía 87 años.

## Discografía
- Mood Indigo (MGM, 1956)
- Hey There! Here's Fran Warren (Tops, 1957)
- Come Rain or Come Shine (Venise, 1959)
- Something's Coming (Warwick, 1960)
- Come into My World (Audio en Fidelity, 1968)
- Fran Warren en Nashville (Audio en Fidelity, 1969)
- The Complete Fran Warren with Claude Thornhill Orchestra (Elección del Coleccionista, 2000)